# 斯皮季赫涅夫一世

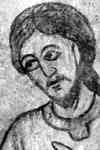
斯皮季赫涅夫一世

斯皮季赫涅夫一世（Spytihněv I，約875年—915年）普熱米斯爾王朝的波希米亞公爵（894年或895年-915年在位）。文獻上記載的第一任波希米亞公爵、普熱米斯爾王朝的開國君主博日沃伊一世與其妻子盧德米拉的長子。
889年，父親博日沃伊一世逝世，他的兒子（包括斯皮季赫涅夫）年紀尚幼，宗主大摩拉維亞公國公爵斯瓦托普盧克將波希米亞納入他的國家統治。894年，斯瓦托普魯克逝世，斯瓦托普魯克的兒子莫伊米爾二世與其弟斯瓦托普魯克二世爭位，王室內部因奪權而發生內亂，國勢漸衰。斯皮季赫涅夫一世乘此機會擺脫為大摩拉維亞公國附庸國地位，成為波希米亞公爵，普熱米斯爾王朝得而延續。
根據記載，斯皮季赫涅夫一世曾於895年在雷根斯堡舉行的神聖羅馬帝國國家會議中參見東法蘭克國王阿努爾夫。斯皮季赫涅夫一世的盟友巴伐利亞公爵利奧波德於898年打敗莫伊米爾二世從而令波希米亞得到獨立。為了保護波希米亞對抗馬扎爾入侵者的破壞而建立的盟約亦使波希米亞沾上卡洛林王朝東法蘭克王國的文化，從而令羅馬天主教成為波希米亞的主流信仰。斯皮季赫涅夫一世繼續擴建布拉格城堡，成為普熱米斯爾王朝的行政中心。